# Тејлор Милс (Кентаки)
Тејлор Милс (енгл. Taylor Mill) град је у америчкој савезној држави Кентаки.

## Демографија
По попису из 2010. године број становника је 6.604, што је 309 (-4,5%) становника мање него 2000. године.
| Група             | 2000.         | 2010.         |
| Белци             | 6.733 (97,4%) | 6.291 (95,3%) |
| Афроамериканци    | 29 (0,4%)     | 52 (0,8%)     |
| Азијати           | 45 (0,7%)     | 61 (0,9%)     |
| Хиспаноамериканци | 54 (0,8%)     | 90 (1,4%)     |
| Укупно            | 6.913         | 6.604         |